# Starke (Florida)
Starke és una ciutat i seu del Comtat de Bradford (Florida) als Estats Units d'Amèrica.

## Demografia
Segons el cens del 2000 Starke tenia 5.593 habitants, 2.003 habitatges, i 1.350 famílies. La densitat de població era de 324,2 habitants/km².
Dels 2.003 habitatges en un 32,7% hi vivien nens de menys de 18 anys, en un 43,3% hi vivien parelles casades, en un 20% dones solteres, i en un 32,6% no eren unitats familiars. En el 28% dels habitatges hi vivien persones soles el 13,6% de les quals corresponia a persones de 65 anys o més que vivien soles. El nombre mitjà de persones vivint en cada habitatge era de 2,57 i el nombre mitjà de persones que vivien en cada família era de 3,14.
Per edats la població es repartia de la següent manera: un 26,7% tenia menys de 18 anys, un 9,7% entre 18 i 24, un 25,1% entre 25 i 44, un 20,3% de 45 a 60 i un 18,1% 65 anys o més.
L'edat mitjana era de 36 anys. Per cada 100 dones de 18 o més anys hi havia 81,1 homes.
La renda mitjana per habitatge era de 27.021 $ i la renda mitjana per família de 35.093$. Els homes tenien una renda mitjana de 27.176 $ mentre que les dones 17.986 $. La renda per capita de la població era de 13.507 $. Entorn del 19,2% de les famílies i el 23,9% de la població estaven per davall del llindar de pobresa.

## Poblacions properes
El següent diagrama mostra les poblacions més properes.